# Balongmasin
Balongmasin is een bestuurslaag in het regentschap Mojokerto van de provincie Oost-Java, Indonesië. Balongmasin telt 3670 inwoners (volkstelling 2010).